# Liste des ducs de Brunswick-Lunebourg
Ce tableau synoptique offre un panorama des ducs de Brunswick-Lunebourg de 1235 à 1806, ainsi que des électeurs de Brunswick-Lunebourg, rois de Hanovre et ducs de Brunswick jusqu'en 1918.

## Tableau
| Dates     | Grubenhagen                                                                                  | Göttingen                                                                                    | Calenberg                                                                                    | Brunswick-Wolfenbüttel | Lunebourg                                                                                    | Dates     |
| --------- | -------------------------------------------------------------------------------------------- | -------------------------------------------------------------------------------------------- | -------------------------------------------------------------------------------------------- | --- | -------------------------------------------------------------------------------------------- | --------- |
| 1235-1252 | Othon Ier l'Enfant                                                                           | Othon Ier l'Enfant                                                                           | Othon Ier l'Enfant                                                                           | Othon Ier l'Enfant | Othon Ier l'Enfant                                                                           | 1235-1252 |
| 1252-1269 | Albert Ier le Grand et Jean                                                                  | Albert Ier le Grand et Jean                                                                  | Albert Ier le Grand et Jean                                                                  | Albert Ier le Grand et Jean | Albert Ier le Grand et Jean                                                                  | 1252-1269 |
| 1269-1277 | Albert Ier le Grand                                                                          | Albert Ier le Grand                                                                          | Albert Ier le Grand                                                                          | Albert Ier le Grand | Jean                                                                                         | 1269-1277 |
| 1277-1279 | Albert Ier le Grand                                                                          | Albert Ier le Grand                                                                          | Albert Ier le Grand                                                                          | Albert Ier le Grand | Othon II le Sévère                                                                           | 1277-1279 |
| 1279-1291 | Henri Ier le Magnifique, Albert II le Gros et Guillaume Ier                                  | Henri Ier le Magnifique, Albert II le Gros et Guillaume Ier                                  | Henri Ier le Magnifique, Albert II le Gros et Guillaume Ier                                  | Henri Ier le Magnifique, Albert II le Gros et Guillaume Ier                                                                             | Othon II le Sévère                                                                           | 1279-1291 |
| 1291-1292 | Henri Ier le Magnifique                                                                      | Albert II le Gros                                                                            | Guillaume Ier                                                                                | Guillaume Ier | Othon II le Sévère                                                                           | 1291-1292 |
| 1292-1318 | Henri Ier le Magnifique                                                                      | Albert II le Gros                                                                            | Albert II le Gros                                                                            | Albert II le Gros | Othon II le Sévère                                                                           | 1292-1318 |
| 1318-1322 | Henri Ier le Magnifique                                                                      | Othon II le Doux                                                                             | Othon II le Doux                                                                             | Othon II le Doux | Othon II le Sévère                                                                           | 1318-1322 |
| 1322-1330 | Henri II, Ernest Ier et Guillaume                                                            | Othon II le Doux                                                                             | Othon II le Doux                                                                             | Othon II le Doux | Othon II le Sévère                                                                           | 1322-1330 |
| 1330-1344 | Henri II, Ernest Ier et Guillaume                                                            | Othon II le Doux                                                                             | Othon II le Doux                                                                             | Othon II le Doux | Othon III et Guillaume II                                                                    | 1330-1344 |
| 1344-1345 | Henri II, Ernest Ier et Guillaume                                                            | Magnus Ier le Pieux et Ernest Ier                                                            | Magnus Ier le Pieux et Ernest Ier                                                            | Magnus Ier le Pieux et Ernest Ier | Othon III et Guillaume II                                                                    | 1344-1345 |
| 1345-1351 | Henri II, Ernest Ier et Guillaume                                                            | Ernest Ier                                                                                   | Magnus Ier le Pieux                                                                          | Magnus Ier le Pieux | Othon III et Guillaume II                                                                    | 1345-1351 |
| 1351-1352 | Ernest Ier et Guillaume                                                                      | Ernest Ier                                                                                   | Magnus Ier le Pieux                                                                          | Magnus Ier le Pieux | Othon III et Guillaume II                                                                    | 1351-1352 |
| 1352-1360 | Ernest Ier et Guillaume                                                                      | Ernest Ier                                                                                   | Magnus Ier le Pieux                                                                          | Magnus Ier le Pieux | Guillaume II                                                                                 | 1352-1360 |
| 1360-1361 | Ernest Ier                                                                                   | Ernest Ier                                                                                   | Magnus Ier le Pieux                                                                          | Magnus Ier le Pieux | Guillaume II                                                                                 | 1360-1361 |
| 1361-1364 | Albert Ier et Jean II                                                                        | Ernest Ier                                                                                   | Magnus Ier le Pieux                                                                          | Magnus Ier le Pieux | Guillaume II                                                                                 | 1360-1364 |
| 1364-1367 | Albert Ier                                                                                   | Ernest Ier                                                                                   | Magnus Ier le Pieux                                                                          | Magnus Ier le Pieux | Guillaume II                                                                                 | 1364-1367 |
| 1367-1369 | Albert Ier                                                                                   | Othon Ier le Mauvais                                                                         | Magnus Ier le Pieux                                                                          | Magnus Ier le Pieux | Guillaume II                                                                                 | 1367-1369 |
| 1369-1370 | Albert Ier                                                                                   | Othon Ier le Mauvais                                                                         | Magnus II au Collier                                                                         | Magnus II au Collier | Magnus II au Collier                                                                         | 1369-1370 |
| 1370-1373 | Albert Ier                                                                                   | Othon Ier le Mauvais                                                                         | Magnus II au Collier                                                                         | Magnus II au Collier | Albert et Venceslas de Saxe-Wittemberg                                                       | 1370-1373 |
| 1373-1383 | Albert Ier                                                                                   | Othon Ier le Mauvais                                                                         | Frédéric Ier                                                                                 | Frédéric Ier | Albert et Venceslas de Saxe-Wittemberg                                                       | 1373-1383 |
| 1383-1385 | Éric                                                                                         | Othon Ier le Mauvais                                                                         | Frédéric Ier                                                                                 | Frédéric Ier | Albert et Venceslas de Saxe-Wittemberg                                                       | 1383-1385 |
| 1385-1388 | Éric                                                                                         | Othon Ier le Mauvais                                                                         | Frédéric Ier                                                                                 | Frédéric Ier | Venceslas de Saxe-Wittemberg                                                                 | 1385-1388 |
| 1388-1394 | Éric                                                                                         | Othon Ier le Mauvais                                                                         | Frédéric Ier                                                                                 | Frédéric Ier | Bernard Ier et Henri le Doux                                                                 | 1388-1394 |
| 1394-1400 | Éric                                                                                         | Othon II le Borgne                                                                           | Frédéric Ier                                                                                 | Frédéric Ier | Bernard Ier et Henri le Doux                                                                 | 1394-1400 |
| 1400-1409 | Éric                                                                                         | Othon II le Borgne                                                                           | Bernard Ier et Henri le Doux                                                                 | Bernard Ier et Henri le Doux | Bernard Ier et Henri le Doux                                                                 | 1400-1409 |
| 1409-1416 | Éric                                                                                         | Othon II le Borgne                                                                           | Bernard Ier                                                                                  | Bernard Ier | Henri le Doux                                                                                | 1409-1416 |
| 1416-1427 | Éric                                                                                         | Othon II le Borgne                                                                           | Bernard Ier                                                                                  | Bernard Ier | Guillaume le Victorieux et Henri le Pacifique                                                | 1416-1427 |
| 1427-1428 | Henri III                                                                                    | Othon II le Borgne                                                                           | Bernard Ier                                                                                  | Bernard Ier | Guillaume le Victorieux et Henri le Pacifique                                                | 1427-1428 |
| 1428-1432 | Henri III                                                                                    | Othon II le Borgne                                                                           | Guillaume le Victorieux et Henri le Pacifique                                                | Guillaume le Victorieux et Henri le Pacifique                                                                                           | Bernard Ier                                                                                  | 1428-1432 |
| 1432-1434 | Henri III                                                                                    | Othon II le Borgne                                                                           | Guillaume le Victorieux                                                                      | Henri le Pacifique | Bernard Ier                                                                                  | 1432-1434 |
| 1434-1446 | Henri III                                                                                    | Othon II le Borgne                                                                           | Guillaume le Victorieux                                                                      | Henri le Pacifique | Othon IV l'Infirme et Frédéric II le Pieux                                                   | 1434-1446 |
| 1446-1457 | Henri III                                                                                    | Othon II le Borgne                                                                           | Guillaume le Victorieux                                                                      | Henri le Pacifique | Frédéric II le Pieux                                                                         | 1446-1457 |
| 1457-1463 | Henri III                                                                                    | Othon II le Borgne                                                                           | Guillaume le Victorieux                                                                      | Henri le Pacifique | Bernard II et Othon V le Victorieux                                                          | 1457-1463 |
| 1463-1464 | Henri III                                                                                    | Guillaume le Victorieux                                                                      | Guillaume le Victorieux                                                                      | Henri le Pacifique | Bernard II et Othon V le Victorieux                                                          | 1463-1464 |
| 1464-1471 | Albert II                                                                                    | Guillaume le Victorieux                                                                      | Guillaume le Victorieux                                                                      | Henri le Pacifique | Othon V le Victorieux                                                                        | 1464-1471 |
| 1471-1473 | Albert II                                                                                    | Guillaume le Victorieux                                                                      | Guillaume le Victorieux                                                                      | Henri le Pacifique | Frédéric II le Pieux                                                                         | 1471-1473 |
| 1473-1478 | Albert II                                                                                    | Frédéric III le Turbulent et Guillaume le Jeune                                              | Frédéric III le Turbulent et Guillaume le Jeune                                              | Guillaume le Victorieux | Frédéric II le Pieux                                                                         | 1473-1478 |
| 1478-1479 | Albert II                                                                                    | Frédéric III le Turbulent et Guillaume le Jeune                                              | Frédéric III le Turbulent et Guillaume le Jeune                                              | Guillaume le Victorieux | Henri Ier le Milieu                                                                          | 1478-1479 |
| 1479-1482 | Albert II et Henri IV                                                                        | Frédéric III le Turbulent et Guillaume le Jeune                                              | Frédéric III le Turbulent et Guillaume le Jeune                                              | Guillaume le Victorieux | Henri Ier le Milieu                                                                          | 1479-1482 |
| 1482-1483 | Albert II et Henri IV                                                                        | Frédéric III le Turbulent et Guillaume le Jeune                                              | Frédéric III le Turbulent et Guillaume le Jeune                                              | Frédéric III le Turbulent et Guillaume le Jeune                                                                                         | Henri Ier le Milieu                                                                          | 1482-1483 |
| 1483-1484 | Albert II et Henri IV                                                                        | Frédéric III le Turbulent                                                                    | Frédéric III le Turbulent                                                                    | Guillaume le Jeune | Henri Ier le Milieu                                                                          | 1483-1484 |
| 1484-1485 | Albert II et Henri IV                                                                        | Guillaume le Jeune                                                                           | Guillaume le Jeune                                                                           | Guillaume le Jeune | Henri Ier le Milieu                                                                          | 1484-1485 |
| 1485-1491 | Henri IV                                                                                     | Guillaume le Jeune                                                                           | Guillaume le Jeune                                                                           | Guillaume le Jeune | Henri Ier le Milieu                                                                          | 1485-1491 |
| 1491-1494 | Henri IV                                                                                     | Guillaume le Jeune                                                                           | Henri le Mauvais et Éric Ier l'Ancien                                                        | Henri le Mauvais et Éric Ier l'Ancien                                                                                                   | Henri Ier le Milieu                                                                          | 1491-1494 |
| 1494-1495 | Henri IV et Philippe Ier                                                                     | Guillaume le Jeune                                                                           | Éric Ier l'Ancien                                                                            | Henri le Mauvais | Henri Ier le Milieu                                                                          | 1494-1495 |
| 1495-1514 | Henri IV et Philippe Ier                                                                     | Éric Ier l'Ancien                                                                            | Éric Ier l'Ancien                                                                            | Henri le Mauvais | Henri Ier le Milieu                                                                          | 1495-1514 |
| 1514-1520 | Henri IV et Philippe Ier                                                                     | Éric Ier l'Ancien                                                                            | Éric Ier l'Ancien                                                                            | Henri le Jeune | Henri Ier le Milieu                                                                          | 1514-1520 |
| 1520-1526 | Henri IV et Philippe Ier                                                                     | Éric Ier l'Ancien                                                                            | Éric Ier l'Ancien                                                                            | Henri le Jeune | Othon et Ernest Ier le Confesseur                                                            | 1520-1526 |
| 1526-1527 | Philippe Ier                                                                                 | Éric Ier l'Ancien                                                                            | Éric Ier l'Ancien                                                                            | Henri le Jeune | Othon et Ernest Ier le Confesseur                                                            | 1526-1527 |
| 1527-1540 | Philippe Ier                                                                                 | Éric Ier l'Ancien                                                                            | Éric Ier l'Ancien                                                                            | Henri le Jeune | Ernest Ier le Confesseur                                                                     | 1527-1540 |
| 1540-1546 | Philippe Ier                                                                                 | Éric II                                                                                      | Éric II                                                                                      | Henri le Jeune | Ernest Ier le Confesseur                                                                     | 1540-1546 |
| 1546-1551 | Philippe Ier                                                                                 | Éric II                                                                                      | Éric II                                                                                      | Henri le Jeune | (régence)                                                                                    | 1546-1551 |
| 1551-1555 | Ernest III/IV                                                                                | Éric II                                                                                      | Éric II                                                                                      | Henri le Jeune | (régence)                                                                                    | 1551-1555 |
| 1555-1559 | Ernest III/IV                                                                                | Éric II                                                                                      | Éric II                                                                                      | Henri le Jeune | François-Othon                                                                               | 1555-1559 |
| 1559-1567 | Ernest III/IV                                                                                | Éric II                                                                                      | Éric II                                                                                      | Henri le Jeune | Henri et Guillaume le Jeune                                                                  | 1559-1567 |
| 1567-1568 | Wolfgang                                                                                     | Éric II                                                                                      | Éric II                                                                                      | Henri le Jeune | Henri et Guillaume le Jeune                                                                  | 1567-1568 |
| 1568-1569 | Wolfgang                                                                                     | Éric II                                                                                      | Éric II                                                                                      | Jules | Henri et Guillaume le Jeune                                                                  | 1568-1569 |
| 1569-1584 | Wolfgang                                                                                     | Éric II                                                                                      | Éric II                                                                                      | Jules | Guillaume le Jeune                                                                           | 1569-1584 |
| 1584-1589 | Wolfgang                                                                                     | Jules                                                                                        | Jules                                                                                        | Jules | Guillaume le Jeune                                                                           | 1584-1589 |
| 1589-1592 | Wolfgang                                                                                     | Henri-Jules                                                                                  | Henri-Jules                                                                                  | Henri-Jules | Guillaume le Jeune                                                                           | 1589-1592 |
| 1592-1595 | Wolfgang                                                                                     | Henri-Jules                                                                                  | Henri-Jules                                                                                  | Henri-Jules | Ernest II                                                                                    | 1592-1595 |
| 1595-1596 | Philippe II                                                                                  | Henri-Jules                                                                                  | Henri-Jules                                                                                  | Henri-Jules | Ernest II                                                                                    | 1595-1596 |
| 1596-1611 | Henri-Jules                                                                                  | Henri-Jules                                                                                  | Henri-Jules                                                                                  | Henri-Jules | Ernest II                                                                                    | 1596-1611 |
| 1611-1613 | Henri-Jules                                                                                  | Henri-Jules                                                                                  | Henri-Jules                                                                                  | Henri-Jules | Christian                                                                                    | 1611-1613 |
| 1613-1617 | Frédéric-Ulrich                                                                              | Frédéric-Ulrich                                                                              | Frédéric-Ulrich                                                                              | Frédéric-Ulrich | Christian                                                                                    | 1613-1617 |
| 1617-1633 | Christian de Brunswick-Lunebourg                                                             | Frédéric-Ulrich                                                                              | Frédéric-Ulrich                                                                              | Frédéric-Ulrich | Christian                                                                                    | 1617-1633 |
| 1633-1634 | Auguste Ier l'Ancien                                                                         | Frédéric-Ulrich                                                                              | Frédéric-Ulrich                                                                              | Frédéric-Ulrich | Auguste Ier l'Ancien                                                                         | 1633-1634 |
| 1634-1636 | Auguste Ier l'Ancien                                                                         | Georges                                                                                      | Georges                                                                                      | Auguste II le Jeune | Auguste Ier l'Ancien                                                                         | 1634-1636 |
| 1636-1641 | Frédéric IV                                                                                  | Georges                                                                                      | Georges                                                                                      | Auguste II le Jeune | Frédéric IV                                                                                  | 1636-1641 |
| 1641-1648 | Frédéric IV                                                                                  | Christian-Louis                                                                              | Christian-Louis                                                                              | Auguste II le Jeune | Frédéric IV                                                                                  | 1641-1648 |
| 1648-1665 | Christian-Louis                                                                              | Georges-Guillaume                                                                            | Georges-Guillaume                                                                            | Auguste II le Jeune | Christian-Louis                                                                              | 1648-1665 |
| 1665-1666 | Georges-Guillaume                                                                            | Jean-Frédéric                                                                                | Jean-Frédéric                                                                                | Auguste II le Jeune | Georges-Guillaume                                                                            | 1665-1666 |
| 1666-1679 | Georges-Guillaume                                                                            | Jean-Frédéric                                                                                | Jean-Frédéric                                                                                | Rodolphe-Auguste | Georges-Guillaume                                                                            | 1666-1679 |
| 1679-1685 | Georges-Guillaume                                                                            | Ernest-Auguste                                                                               | Ernest-Auguste                                                                               | Rodolphe-Auguste | Georges-Guillaume                                                                            | 1679-1685 |
| 1685-1698 | Georges-Guillaume                                                                            | Ernest-Auguste                                                                               | Ernest-Auguste                                                                               | Rodolphe-Auguste et Antoine-Ulrich | Georges-Guillaume                                                                            | 1685-1698 |
| 1698-1702 | Georges-Guillaume                                                                            | Georges Ier Louis                                                                            | Georges Ier Louis                                                                            | Rodolphe-Auguste et Antoine-Ulrich | Georges-Guillaume                                                                            | 1698-1702 |
| 1702-1704 | Georges-Guillaume                                                                            | Georges Ier Louis                                                                            | Georges Ier Louis                                                                            | Rodolphe-Auguste | Georges-Guillaume                                                                            | 1702-1704 |
| 1704-1705 | Georges-Guillaume                                                                            | Georges Ier Louis                                                                            | Georges Ier Louis                                                                            | Antoine-Ulrich | Georges-Guillaume                                                                            | 1704-1705 |
| 1705-1708 | Georges Ier Louis                                                                            | Georges Ier Louis                                                                            | Georges Ier Louis                                                                            | Antoine-Ulrich | Georges Ier Louis                                                                            | 1705-1708 |
| 1708      | La principauté de Lunebourg devient l'électorat de Brunswick-Lunebourg.                      | La principauté de Lunebourg devient l'électorat de Brunswick-Lunebourg.                      | La principauté de Lunebourg devient l'électorat de Brunswick-Lunebourg.                      | La principauté de Lunebourg devient l'électorat de Brunswick-Lunebourg.                                                                 | La principauté de Lunebourg devient l'électorat de Brunswick-Lunebourg.                      | 1708      |
| 1708-1714 | Georges Ier Louis                                                                            | Georges Ier Louis                                                                            | Georges Ier Louis                                                                            | Antoine-Ulrich | Georges Ier Louis                                                                            | 1708-1714 |
| 1714-1727 | Georges Ier Louis                                                                            | Georges Ier Louis                                                                            | Georges Ier Louis                                                                            | Auguste-Guillaume | Georges Ier Louis                                                                            | 1714-1727 |
| 1727-1731 | Georges II                                                                                   | Georges II                                                                                   | Georges II                                                                                   | Auguste-Guillaume | Georges II                                                                                   | 1727-1731 |
| 1731-1735 | Georges II                                                                                   | Georges II                                                                                   | Georges II                                                                                   | Louis-Rodolphe | Georges II                                                                                   | 1731-1735 |
| 1735      | Georges II                                                                                   | Georges II                                                                                   | Georges II                                                                                   | Ferdinand-Albert II | Georges II                                                                                   | 1735      |
| 1735-1760 | Georges II                                                                                   | Georges II                                                                                   | Georges II                                                                                   | Charles Ier | Georges II                                                                                   | 1735-1760 |
| 1760-1780 | Georges III                                                                                  | Georges III                                                                                  | Georges III                                                                                  | Charles Ier | Georges III                                                                                  | 1760-1780 |
| 1780-1806 | Georges III                                                                                  | Georges III                                                                                  | Georges III                                                                                  | Charles-Guillaume-Ferdinand | Georges III                                                                                  | 1780-1806 |
| 1806-1807 | Georges III                                                                                  | Georges III                                                                                  | Georges III                                                                                  | Frédéric-Guillaume | Georges III                                                                                  | 1806-1807 |
| 1807-1813 | Georges III                                                                                  | Georges III                                                                                  | Georges III                                                                                  | La principauté de Brunswick-Wolfenbüttel est annexée par le royaume de Westphalie. Elle devient duché de Brunswick après sa libération. | Georges III                                                                                  | 1807-1813 |
| 1813-1814 | Georges III                                                                                  | Georges III                                                                                  | Georges III                                                                                  | Frédéric-Guillaume | Georges III                                                                                  | 1813-1814 |
| 1814      | L'électorat de Brunswick-Lunebourg devient le royaume de Hanovre.                            | L'électorat de Brunswick-Lunebourg devient le royaume de Hanovre.                            | L'électorat de Brunswick-Lunebourg devient le royaume de Hanovre.                            | L'électorat de Brunswick-Lunebourg devient le royaume de Hanovre.                                                                       | L'électorat de Brunswick-Lunebourg devient le royaume de Hanovre.                            | 1814      |
| 1814-1815 | Georges III                                                                                  | Georges III                                                                                  | Georges III                                                                                  | Frédéric-Guillaume | Georges III                                                                                  | 1814-1815 |
| 1815-1820 | Georges III                                                                                  | Georges III                                                                                  | Georges III                                                                                  | Charles II | Georges III                                                                                  | 1815-1820 |
| 1820-1830 | Georges IV                                                                                   | Georges IV                                                                                   | Georges IV                                                                                   | Charles II | Georges IV                                                                                   | 1820-1830 |
| 1830-1837 | Guillaume IV                                                                                 | Guillaume IV                                                                                 | Guillaume IV                                                                                 | Guillaume | Guillaume IV                                                                                 | 1830-1837 |
| 1837-1851 | Ernest-Auguste                                                                               | Ernest-Auguste                                                                               | Ernest-Auguste                                                                               | Guillaume | Ernest-Auguste                                                                               | 1837-1851 |
| 1851-1866 | Georges V                                                                                    | Georges V                                                                                    | Georges V                                                                                    | Guillaume | Georges V                                                                                    | 1851-1866 |
| 1866-1884 | Le royaume de Hanovre est annexé par le royaume de Prusse et devient la province de Hanovre. | Le royaume de Hanovre est annexé par le royaume de Prusse et devient la province de Hanovre. | Le royaume de Hanovre est annexé par le royaume de Prusse et devient la province de Hanovre. | Guillaume | Le royaume de Hanovre est annexé par le royaume de Prusse et devient la province de Hanovre. | 1866-1884 |
| 1885-1906 | Le royaume de Hanovre est annexé par le royaume de Prusse et devient la province de Hanovre. | Le royaume de Hanovre est annexé par le royaume de Prusse et devient la province de Hanovre. | Le royaume de Hanovre est annexé par le royaume de Prusse et devient la province de Hanovre. | Albert de Prusse (régent) | Le royaume de Hanovre est annexé par le royaume de Prusse et devient la province de Hanovre. | 1885-1906 |
| 1907-1913 | Le royaume de Hanovre est annexé par le royaume de Prusse et devient la province de Hanovre. | Le royaume de Hanovre est annexé par le royaume de Prusse et devient la province de Hanovre. | Le royaume de Hanovre est annexé par le royaume de Prusse et devient la province de Hanovre. | Jean-Albert de Mecklembourg (régent) | Le royaume de Hanovre est annexé par le royaume de Prusse et devient la province de Hanovre. | 1907-1913 |
| 1913-1918 | Le royaume de Hanovre est annexé par le royaume de Prusse et devient la province de Hanovre. | Le royaume de Hanovre est annexé par le royaume de Prusse et devient la province de Hanovre. | Le royaume de Hanovre est annexé par le royaume de Prusse et devient la province de Hanovre. | Ernest-Auguste | Le royaume de Hanovre est annexé par le royaume de Prusse et devient la province de Hanovre. | 1913-1918 |